# بیماری هانتینگتون
بیماری هانتیگتون یا کریا هانتینگتون (به انگلیسی: Huntington's disease) به اختصار HD، یک بیماری زوال دهنده عصبی بوده که در اغلب اوقات ارثی است و از وراثت اتوزومال غالب پدید می‌آید. علائم اولیه بیماری معمولاً مشکلات جزئی خلق و خو، آتاکسی و اختلالات شناختی است. فقدان هماهنگی عمومی حرکتی و راه رفتن ناپایدار از علائم دیگر بیماری به‌شمار می‌آید. در دوران بیماری ممکن است اختلالاتی در عقده‌های قاعده‌ای پدید بیاید که باعث ایجاد اختلالات حرکتی هایپرکینتیک به نام رقصاک شود که با پیشرفت بیماری، ایجاد کننده حرکات ناهماهنگ غیرارادی در بدن هستند. در طول بیماری توانایی‌های کنترل بدنی به تدریج بدتر می‌شود تا زمانی که حرکت هماهنگ دشوار و فرد قادر به صحبت کردن نیست. توانایی‌های ذهنی نیز همانند زوال عقل به‌طور کلی کاهش می‌یابند اما پیش‌بروز می‌تواند بین افراد تا حدودی متفاوت باشد. علائم و نشانه‌های بیماری معمولاً بین ۳۰ تا ۵۰ سالگی شروع، اما ممکن است در هر سنی آغاز شوند. این بیماری می‌تواند در یک نسل و به صورت متوالی و ارثی ایجاد گردد. بیماری حدود هشت درصد از موارد قبل از سن ۲۰ سالگی شروع و به عنوان HD نوجوانان شناخته می‌شوند که معمولاً با علائم حرکت آهسته بیماری پارکینسون به جای علائم رقصاک بروز می‌کند.

## ژن و پروتئین هانتینگتون
هانتینگتون، در اثر افزایش توالی تکراری سه نوکلئوتیدی CAG در ژن HD ایجاد می‌شود. مشخص شده‌است که ژن HD پروتئینی به نام هانتینگتین را کد می‌کند. هانتینگتون در سیتوپلاسم سلول‌های عصبی و متصل با غشاها، وزیکولها و اسکلت سلولی وجود دارد. افزایش توالی CAG باعث ایجاد یک توالی پلی گلوتامین در پروتئین هانتینگتون می‌شود. این توالی باعث اتصال پروتئین‌های هانتینگتون و پروتئین‌های دیگر بهم می‌شود که منجربه تجمع اجسامی رشته مانند در سلول‌های عصبی مغز می‌شود. پروتئین هانتینگتون در انواع مختلفی از سلول‌ها یافت می‌شود ولی فقط در سلول‌های عصبی مغز باعث ایجاد اجسام رشته‌ای می‌شود که علت این امر این است که برای تجمع یافتن پروتئین‌های هانتینگتون، برهمکنش با پروتئین‌های دیگری هم لازم می‌باشد که این پروتئین‌ها به‌طور اختصاصی فقط در سلول‌های عصبی مغز یافت می‌شوند.

## بیماری‌های دارای تکرار مشابه پلی گلوتامین
پژوهندگان بر این باور اند یافته‌های آنان نه تنها روشنگر عوامل دخیل در پاتولوژی HD است، بلکه نگاهی جدید به دیگر بیماری‌های دارای تکرار مشابه پلی گلوتامین را که در آن ژن‌های جهش یافته، پروتئین‌هایی را با زنجیره‌های طویل غیرطبیعی از اسید آمینه گلوتامین تولید می‌کنند، دارد.
به گفته پژوهشگران یافته‌های آنان نشان می‌دهد تداخلات غیرطبیعی در ساختار پروتئین‌ها در بیماری‌های آلزایمر و پارکینسون نیز نقش دارد. همه این اختلالات به وسیله نورودژنراسیون انتخابی ایجاد شده توسط پروتئین‌های بیماری مشخص می‌شوند، اما سازوکارهای (مکانیسم‌های) ملکولی و سلولی در این رابطه خیلی شناخته شده نیستند. در این بیماری به علت ازبین رفتن سلول‌های عصبی هسته‌های قاعده‌ای مغز (پوتامن و دمدار) که با ترشح گاما آمینوبوتیریک اسید باعث مهار پیام‌های حرکتی ارسالی به گلوبوس پالیدوس و توده سیاه می‌شود، آغاز می‌شود و در نتیجه پیامهای حرکتی کنترل نشده به اندام‌ها ارسال می‌شود و عوارض حرکتی بیماری را ایجاد می‌کند.